# The Gentlemen Alliance Cross
The Gentlemen Alliance Cross (紳士同盟† Shinshi Dōmei Cross?, La alianza de los caballeros de la Cruz) es un manga shōjo escrito por Arina Tanemura. Fue publicado por la revista Ribon. El nombre viene de una canción japonesa del mismo título. Fue publicado en España por Glénat bajo el título The Gentlemen Cross Alliance. Consta de 11 volúmenes y varias historias cortas.
La atmósfera de la serie es muy diferente de los anteriores mangas de Tanemura, siendo más bien una comedia escolar que una serie de fantasía. Tanemura ha dicho que este es el tipo de manga que ella había querido escribir por sobre todas las cosas.[cita requerida]. La serie está acabada en Japón constando de 11 volúmenes. 

## Argumento
Haine Otomiya es una estudiante de instituto quien va a una escuela privada de élite llamada Academia Imperial (帝国学園  Teikoku Gakuen?). Ella fue una vez miembro de una pandilla callejera, pero esto cambió cuando conoció a Shizumasa Tōgū, que le aconsejó que viviera la vida como ella quisiera. Desde ese momento, Haine ha trabajado para mejorar su vida, dejando de ser pandillera. Se enamoró de Shizumasa y entró a la Academia Imperial por él.
Ahora, Shizumasa es el Kōtei (皇帝 lit. Emperador?) de la escuela, lo que quiere decir que no sólo es el presidente del Centro de Alumnos, si no aquel a quien toda la escuela admira. A través de varias circunstancias, Haine es engañada para convertirse en su guardaespaldas, y se une al Consejo de Estudiantes. Ella logra hacerse su "Platino", ocupando así el sitio de "Compañera del Emperador", pero todo cambia cuando descubre uno de los secretos mejor guardados de la familia Tōgū.
- Datos: Q1194267